# Hobița-Grădiște, Hunedoara
Hobița-Grădiște este un sat în comuna Sarmizegetusa din județul Hunedoara, Transilvania, România.

## Imagini

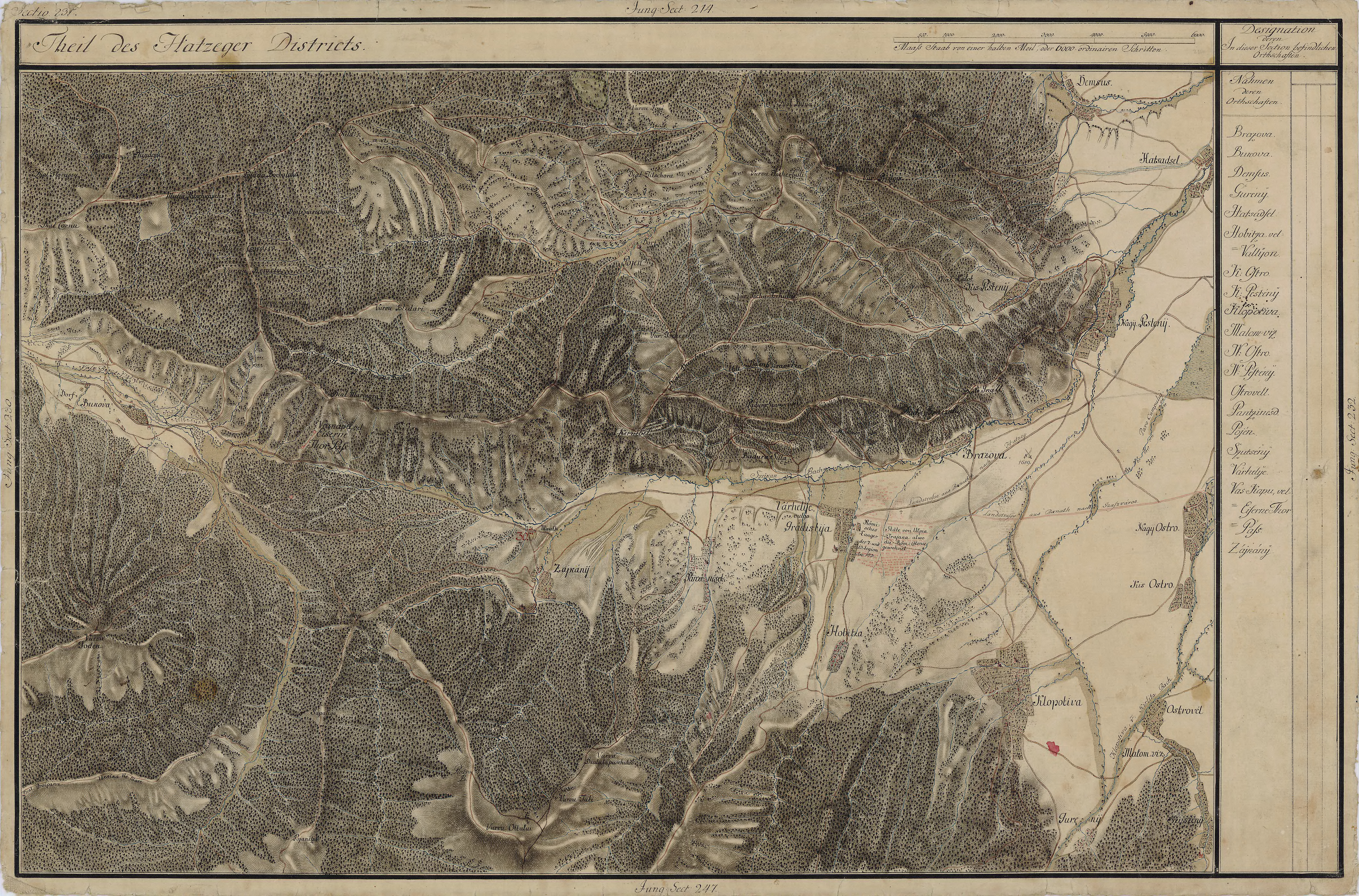
Hobița Grădiște în Harta Iosefină a Transilvaniei, 1769-1773